# Clavariadelphus himalayensis
Clavariadelphus himalayensis är en svampart som beskrevs av Methven 1989. Clavariadelphus himalayensis ingår i släktet Clavariadelphus och familjen Clavariadelphaceae.   Inga underarter finns listade i Catalogue of Life.